# 고교적군
고교적군(일본어: 高校赤軍)은 공산주의자동맹 적군파의 고등학생 조직이었다.
적군파의 고등학생 조직은 몇 개 고등학교에 있었지만, 그 중 오사카의 오사카부립 시미즈다니고등학교의 적군파는 1969년 같은 학교의 아나키스트 고교생연합과 함께 전국 최초의 고등학교 바리케이드 봉쇄를 감행했다.